# Heinrich Niehues-Pröbsting
Heinrich Niehues-Pröbsting (* 1946) ist ein deutscher Philosoph und Philosophiehistoriker. 
Heinrich Niehues-Pröbsting studierte Germanistik und Philosophie in Münster und Freiburg. Er wurde im Jahr 1977 an der Universität Münster promoviert. Danach folgte eine Assistentenzeit und 1985 die Habilitation bei Hans Blumenberg. Niehues-Pröbsting erhielt eine Forschungsprofessur in Münster und nahm Lehrstuhlvertretungen und Gastprofessuren in Gießen, Rostock, Erfurt und Mumbai (Bombay) wahr. Von 1993 bis zu seiner Emeritierung 2011 war er Inhaber des Lehrstuhls für Geschichte der Philosophie an der Universität Erfurt. Sein besonderer Schwerpunkt war die antike Grundlage des philosophischen Zynismus, den parallel Peter Sloterdijk neu ausformte. 
Seine Schwerpunkte in Forschung und Lehre sind die antike Philosophie und ihre Rezeptionsgeschichte, die philosophische Kritik an der Rhetorik (insbesondere in den Dialogen Platons) und die Rhetorik in der Philosophie (z. B. bei Edmund Husserl) und die Ästhetik.

## Buchpublikationen
- Der Kynismus des Diogenes und der Begriff des Zynismus. München 1979 (suhrkamp taschenbuch wissenschaft 713), Frankfurt a. M. 1988, ISBN 3-518-28313-8.
- Überredung zur Einsicht. Der Zusammenhang von Philosophie und Rhetorik bei Platon und in der Phänomenologie. Frankfurt a. M. 1987.
- Die antike Philosophie. Schrift, Schule, Lebensform. Fischer TB, Frankfurt a. M. 2004, ISBN 3-596-60106-1.